# Quarata
Quarata is een plaats (frazione) in de Italiaanse gemeente Arezzo.